# Monte di Malo
Monte di Malo település Olaszországban, Veneto régióban, Vicenza megyében. Lakosainak száma 2803 fő (2023. január 1.). Monte di Malo Malo, Schio, Valdagno, Cornedo Vicentino és San Vito di Leguzzano községekkel határos.

## Népesség
A település népességének változása:
| Lakosok száma | 2867 | 2838 | 2803 |
|               | 2017 | 2018 | 2023 |